# Descarboxilación oxidativa
La descarboxilación oxidativa es una reacción de oxidación en la cual un grupo carboxilo es eliminado de una molécula, formando un grupo acetilo y liberando dióxido de carbono. Ocurre con frecuencia en sistemas biológicos. Un ejemplo de ello es la descarboxilación del piruvato para convertirse en ácido acético en forma de acetil que se unirá a la coenzima A para formar el acetil-coenzima A, además hay varios ejemplos de descarboxilación oxidativa en el ciclo de Krebs.
En resumen, elimina una partícula de CO2 en la respiración celular.